# Heinrich Gerhard Kuhn
Heinrich Gerhard Kuhn (* 10. März 1904 in Breslau; † 26. August 1994) war ein deutsch-britischer Physiker.

## Leben und Tätigkeit
Kuhn war ein Sohn des Rechtsanwalts Wilhelm Kuhn und seiner Frau Martha. Sein älterer Bruder war der Philosoph Helmut Kuhn, dessen Tochter, die Historikerin Annette Kuhn, seine Nichte. Ein Onkel von ihm war der Sänger und Dirigent George Henschel, der in den USA und Großbritannien wirkte und mit Brahms befreundet war.
Nach dem Schulbesuch studierte Kuhn ab 1922 Chemie in Greifswald (Chemieexamen 1924) und ab 1924 Physik in Göttingen. Ende 1926 promovierte er mit einer von James Franck, der damals Ordinarius für Experimentalphysik war, und mit Gustav Hertz im Jahre 1925 mit dem Nobelpreis für Physik ausgezeichnet wurde. Anschließend wurde Kuhn außerplanmäßiger Assistent bei Franck in Göttingen und unterrichtete nach seiner Habilitation im Jahr 1931 bis 1933 als Privatdozent in Göttingen.
Nach dem Machtantritt der Nationalsozialisten ersuchte Kuhn, der nach nationalsozialistische Definition als Jude galt, im Juli 1933 um seine Entlassung aus dem Staatsdienst, ein Schritt, mit dem er seinem Mentor Franck folgte, der sich in gleicher Weise verhalten hatte. Noch im selben Jahr emigrierte er nach Großbritannien, wo er eine Stelle am Clarendon Laboratory der Universität Oxford fand, die durch ein Stipendium, das er auf Vermittlung von Frederick Lindemann von den Imperial Chemical Industries erhielt, finanziert wurde. Dort arbeitete er mit Derek Jackson zusammen, unter anderem über Hyperfeinstruktur, Profile von Spektrallinien und deren Druckverbreiterung. 1939 wurde Kuhn britischer Staatsbürger.
1937 ging auch sein Bruder Helmut Kuhn mit seiner Familie ins englische Exil und weilte häufiger bei seinem Bruder in Oxford, 8, New Road, Headington. Der Briefwechsel zwischen Helmut und Heinrich Kuhn befindet sich im Warburg Institute, London.
Von den nationalsozialistischen Polizeiorganen wurde Kuhn nach seiner Emigration als Staatsfeind eingestuft: Im Frühjahr 1940 setzte das Reichssicherheitshauptamt in Berlin ihn auf die Sonderfahndungsliste G.B., ein Verzeichnis von Personen, die im Falle einer erfolgreichen Invasion und Besetzung der britischen Inseln durch die Wehrmacht von den Besatzungstruppen nachfolgenden Sonderkommandos der SS mit besonderer Priorität ausfindig gemacht und verhaftet werden sollten.
Während des Zweiten Weltkriegs arbeitete Kuhn, der 1941 einen englischen Masterabschluss erwarb, im Bereich der Urananreicherung. Nach dem Krieg kehrte er nach Oxford zurück, wo er nach zwölf Jahren im Land endlich eine planmäßige Lehranstellung als Lecturer und University Demonstrator erhielt. 1955 wurde er von der Universität in den Rang Readers erhoben. Von 1950 bis 1954 war er Fellow am Balliol College. Wie zuvor befasste er sich vor allem mit Atomspektroskopie. Auch nach seiner Emeritierung 1971 arbeitete er noch weiter in der Fakultät für Astrophysik.
1954 wurde Kuhn Fellow der Royal Society. 1967 erhielt er den Holweck-Preis.

## Familie
Kuhn war mit Bertha Marie Nohl, einer Tochter von Herman Nohl, verheiratet, mit der er zwei Söhne (Anselm Thomas, Nicholas John) hatte.

## Schriften
- Atomspektren, Akademische Verlagsgesellschaft 1934.
- Atomic spectra, Academic Press 1962.